# كيث هندرسون
كيث هندرسون (بالإنجليزية: Keith Henderson)‏ هو لاعب كرة قدم أمريكية أمريكي، ولد في 4 أغسطس 1966 في كارترزفيل في الولايات المتحدة.